# Euroliga 2000./01.
Ovo je 44. izdanje elitnog europskog klupskog košarkaškog natjecanja. U ovoj sezoni se pored ove (ULEB-ove) Eurolige igrala i FIBA-ina Suproliga (20 momčadi) koju je osvojio Maccabi Tel Aviv. Sudjelovale su 24 momčadi raspoređene u četiri skupine po šest, nakon čega su se igrali osmina završnice (Top 16), četvrtzavršnica, poluzavršnica i završnica. Od hrvatskih predstavnika Zadar je ispao u skupini, a Cibona u osmini završnice od Fortituda Bologna.
- najkorisniji igrač:  Dejan Tomašević ( Budućnost Podgorica)

## Turnir

### Poluzavršnica
- Kinder Bologna -  Fortitudo Bologna 103:76, 92:84, 74:70
- AEK Atena -  TAU Ceramica 65:90, 67:70, 62:76

### Završnica
- Kinder Bologna -  TAU Ceramica 65:78, 94:73, 80:60, 79:96, 82:74

- europski prvak:  Kinder Bologna (drugi naslov)
  - sastav: Emanuel Ginóbili, Alessandro Abbio, Davide Bonora, Fabrizio Ambrassa, Alessandro Frosini, David Andersen, Antoine Rigaudeau, Rashard Griffith, Matjaž Smodiš, Marko Jarić, trener Ettore Messina